# Đặng Thị Ngọc Dao
Đặng Thị Ngọc Dao (chữ Hán: 鄧氏玉瑤, 1556 - 1643), là Thứ phi của chúa Thành Tổ Triết vương Trịnh Tùng, mẹ đẻ ra chúa Văn Tổ Nghị vương Trịnh Tráng.

## Tiểu sử
Đặng Thị Ngọc Dao nguyên quán người làng Lương Xá, huyện Chương Đức, chào đời năm Bính Thìn (1556) niên hiệu Thuận Bình thứ 8 đời vua Lê Trung Tông. Bà là con gái thứ hai của Nghĩa quốc công Đặng Huấn, sau gia phong làm Hậu Trạch công, một trung hưng công thần của nhà Lê; mẹ đẻ là phu nhân họ Lê, cháu gái của tướng Lê Bá Ly. Ngọc Dao chào đời khi cha bà đã 38 tuổi.
Năm 1571, Ngọc Dao được 16 tuổi, cũng gặp khi Tiết chế Trưởng Quận công Trịnh Tùng - 22 tuổi vừa đánh đuổi được anh cả là Trịnh Cối để nắm trọn đại quyền của Nam triều. Trịnh Tùng khi đó đã có vợ tức bà Chính phi Lại Thị Ngọc Nhu - con gái An quận công Lại Thế Khanh, đến đây lại muốn hỏi cưới con gái của Đặng Huấn làm vợ thứ hai. Đặng Huấn bàn với vợ là Lê thị rằng:
Ta với quan Thái bảo An Quận công đều là hàng tướng soái, đã kết làm bạn bè. Nay con gái của quan Thái bảo đã làm Chính phi, con gái của ta há lại làm á phi hay sao?
Rồi dùng dằng chưa quyết định. Phu nhân ra sức khuyến khích thì ông mới theo lời. Ngọc Dao gả làm vợ thứ hai của Trịnh Tùng được 6 năm, đến năm 1577 bà được 21 tuổi thì hạ sinh cho chồng đứa con trai thứ ba là Trịnh Tráng. Công tử Trịnh Tráng thuở mới lọt lòng được ông ngoại là Đặng Huấn đích thân làm lễ cắt rốn và đưa về nhà họ Đặng nuôi dưỡng.
Theo gia phả họ Đặng ghi nhận, bà Á phi "tính nết cần kiệm, hiếu kính hiền hậu, có ơn huệ, ôn hoà cung kính, với tư cách thánh nữ sánh với thánh đức, bà thấm nhuần đạo làm vợ, lấy đức nhu thuận để phục tùng chồng. Có thể làm mẫu mực cho bốn phương. Đạo đức của bà có thể là gương 
mẫu cho muôn đời. Bà giúp việc nội trợ cho chúa, có thể sánh với các đức của bà Thái Khương đời Chu, nên đã giúp nên cơ nghiệp Trung hưng. Khi có thai, mắt bà không nhìn mầu ác, tai bà chẳng nghe tiếng dâm, miệng bà chẳng nói lời thô bạo."
Sau này vì trưởng tử Trịnh Túc của bà Chính phi mất sớm, nên Trịnh Tráng lại kế thừa ngôi chúa, tiến tôn thân mẫu Đặng Thị Ngọc Dao làm Thái quốc Thái phi. Ngày mồng 7, tháng giêng, năm Quý Mùi 1643, Thái phi Đặng Thị Ngọc Dao mất, thọ 88 tuổi. Đặt thụy hiệu là Từ Huy, an táng ở xã Phúc Bồi huyện Thụy Nguyên. Linh vị thờ chung với chúa Trịnh Tùng ở nhà Kim thất thứ nhất trong Chính cung miếu của các chúa Trịnh.